# 383 (số)
383 (ba trăm tám mươi ba) là một số tự nhiên ngay sau 382 và ngay trước 384.